# Бомон лез Отел
Бомон лез Отел (фр. Beaumont-les-Autels) насеље је и општина у централној Француској у региону Центар (регион), у департману Ер и Лоар која припада префектури Ножан ле Ротру.
По подацима из 2011. године у општини је живело 447 становника, а густина насељености је износила 21,31 становника/km². Општина се простире на површини од 20,98 km². Налази се на средњој надморској висини од 280 метара (максималној 278 m, а минималној 184 m).

## Демографија
| 1962. | 1968. | 1975. | 1982. | 1990. | 1999. | 2011. |
| ----- | ----- | ----- | ----- | ----- | ----- | ----- |
| 522   | 563   | 553   | 508   | 452   | 451   | 447   |

График промене броја становника у току последњих година